# Kościół Nawiedzenia Najświętszej Marii Panny w Iwkowej
Kościół Nawiedzenia NMP w Iwkowej – późnogotycki kościół drewniany z XV wieku znajdujący się w Iwkowej (gmina Iwkowa, powiat brzeski, województwo małopolskie), na terenie diecezji tarnowskiej.

## Architektura i wnętrze
Drewniany kościół cmentarny pw. Nawiedzenia Najświętszej Marii Panny z XV w.; jednonawowy, konstrukcji zrębowej; wnętrze: polichromia figuralna z XVII w., kopia gotyckiego witrażu z I. poł. XV w. Niska wieża konstrukcji słupowej, złączona dachem z nawą. Nawa i prezbiterium nakryte stromym dachem wielopołaciowym wspartym na gotyckiej więźbie storczykowej. Wnętrze nakryte stropem płaskim, z zaskrzynieniami w nawie. Na ścianach zachowana częściowo późnorenesansowa polichromia z 1619 r. ze scenami Męki Pańskiej i aniołami oraz apostołami. Dwa gotyckie portale z XV w. prowadzące do nawy, zwieńczone łukami trójlistnymi. W oknie prezbiterium kopia gotyckiego witraża z wizerunkiem Najświętszej Marii Panny. Kościółek ten został włączony do Szlaku Architektury Drewnianej Małopolski.
Wyposażenie świątyni głównie z XVII–XVIII w.:
- barokowy ołtarz główny z 1688 r.
- ołtarze boczne barokowe z obrazami Ukrzyżowania i św. Antoni z XVII w.
- barokowa ambona z XVII w.
- organy z XVIII w.
- gotyckie rzeźby grupy Ukrzyżowania na belce tęczowej z XV w.

Na plebanii niewielkie muzeum parafialne, w zbiorach, którego znajduje się m.in. cenna rzeźba św. Doroty z końca XV w.

## Historia
Kościół powstał pod koniec XV wieku, na miejscu starszej, XIV-wiecznej świątyni. Tradycja przypisuje jego fundację królowej Bonie. W 1619 roku wnętrze ozdobiono nową polichromią, która przykryła poprzednią, patronową.

## Zwiedzanie
Drewniany kościółek cmentarny stoi w centralnej części wsi, ok. 1 km na południe od murowanego kościoła parafialnego. Nie jest obecnie użytkowany. Klucze do wnętrza posiada pan Piechowicz, mieszkający w domu za kościołem. Kościół otwarty w ramach projektu „Otwarty Szlak Architektury Drewnianej” Czwartek, Piątek – 12.00 – 16.00, Sobota – 10.00 – 14.00 (projekt obowiązuje od dnia 15 maja do 15 października 2008 roku)